# Святский, Даниил Осипович
Даниил Осипович (Иосифович) Святский (14 сентября 1881 — 29 января 1940) — русский и советский астроном, метеоролог.

## Биография
Родился в Севске Орловской губернии. Был активным участником Русского общества любителей мироведения и Центрального бюро краеведения.
В молодости побывал в царской тюрьме за то, что в декабрьские дни 1905 года призывал рабочих-железнодорожников и крестьян Орловской губернии помочь московскому восстанию. 
27 марта 1930 года был арестован по делу Русского общества любителей мироведения. Год ему пришлось провести в тюрьме в ожидании суда. В. А. Бронштэн рассказывает, что после года содержания в тюрьме Святского отправили на строительство Беломорско-Балтийского канала «каналоармейцем». Судьбу Святского можно проследить весьма детально, благодаря его регулярной переписке с Н. А. Морозовым и В. И. Вернадским. После освобождения в середине 1932 года ему удалось «зацепиться» в Ленинграде, где он проработал 2,5 года.  
После убийства С. М. Кирова, когда начинается «чистка» Ленинграда, ему с супругой предлагают срочно выехать в Алма-Ату. Едут они в спальном вагоне, кругом такие же высланные, как они. Святский устраивается метеорологом. Он и его жена не поражены в правах, его то и дело приглашают консультантом в различные комиссии (например, по защите Алма-Аты от селей). Но в 1937 году он был уволен с работы «ввиду несоответствия…» и выселен из квартиры. Он послал жалобы в Москву, в Главное управление гидро-метеослужбы, пишет В. М. Молотову.
Неожиданно 1 августа 1938 года его приглашает народный комиссар земледелия А. Д. Бектасов и предлагает работать агрометеорологом в Актюбинске. Вместе с супругой переехал в Актюбинск. Ещё до переезда он посылает В. М. Вернадскому свой труд, написанный по его совету. В. М. Вернадский одобряет работу и передает её на дополнительное рецензирование астроному — академику В. Г. Фесенкову. С радостью принял это известие, но отзыв В. Г. Фесенкова его уже не застаёт — 29 января 1940 года, за две недели до окончания высылки, скоропостижно скончался. Умер в Актюбинске.  Ему не было ещё 60 лет. Его вдова, М. Ф. Святская, сообщает об этом печальном событии в Географическое общество СССР.Самый большой его труд — «Очерки истории астрономии в Древней Руси» — был опубликован лишь через 20 лет после смерти автора.
В мае 1940 года супруга была приглашена в Ленинград, где передала обществу громадный научный архив супруга. Ей удалось прописаться в Волхове Ленинградской области. В. М. Вернадский и В. Г. Фесенков хлопочут об издании основного труда Святского по истории астрономии в России.
Начало войны, а затем смерть В. И. Вернадского надолго задерживают публикацию. Лишь в 1961—1966 годах, благодаря энергии астронома П. Г. Куликовского, эту работу удалось опубликовать в трёх выпусках «Историко-астрономических исследований».

## Работа

Титульный лист книги

Интерес к истории астрономии и астрологии пробудился у Святского во многом благодаря знакомству с Н. А. Морозовым, которого снабжал астрономической литературой во время тюремного заключения. Будучи увлечён, как и Морозов, темой астрологическо-астрономических влияний в книгах Библии, в 1911 году выпустил брошюру «Страшный суд как астральная аллегория» — историко-астрологический экскурс в область христианской иконографии. 
 
Являлся одним из самых активных членов Русского общества любителей мироведения, крупнейшим знатоком истории астрономии и астральной мифологии. На фото он изображен вторым справа, по центру сидит Товарищ председателя Общества Сергей Владимирович Муратов с младшим сыном Гелием на коленях, а первая слева — его супруга Л. Л. Муратова, дочь Л. М. Тихомирова, хозяина имения «Мирное», в котором на одном из собраний группы энтузиастов было принято решение о создании Русского общества любителей мироведения.
По его инициативе стал выходить журнал «Известия РОЛМ», переименованный в 1917 году в «Мироведение». Общество выпускало и другие издания. В частности, ценным вкладом в изучение истории астрономии и астрологии на Руси явилась, написанная по совету академика А. А. Шахматова, книга Святского «Астрономические явления в русских летописях» (1915) с приложением «Канона русских затмений» (с 1060 по 1705 год), составленного известным русским специалистом в области хронологии и истории астрономии М. А. Вильевым (1893—1919). В 1914 году в соавторстве с журналистом Б. Красногорским выпустил научно-фантастический роман «Острова эфирного океана».
Правда, уже не было Русского общества любителей мироведения, журнал «Мироведение» переехал в Москву, но, помимо работы в Гидрологическом институте, пишет свои «Очерки по истории астрономии в Древней Руси». За 2 года закончил этот труд, рекомендованный ему академиком В. И. Вернадским, но опубликовать его не успевает.

## Основные труды
- Под сводом хрустального неба. СПб, 1913.
- Святский Д. О. Астрономические явления в русских летописях с научно-критической точки зрения. М., 1915. Переиздано в книге Святский Д. О. Астрономия Древней Руси. — М.: Русская панорама, 2007.
- Святский Д. О. Очерки истории астрономии в Древней Руси. Историко-астрономические исследования. — М.: Наука, Вып. VII, 1961, c. 171; Вып. VIII, 1962, c. 9; Вып. IX, 1966, c. 9. Переиздано в книге Святский Д. О. Астрономия Древней Руси. — М.: Русская панорама, 2007.
- Святский Д. О., Кладо Т. Н. Занимательная метеорология. — Л.: Кооп. изд-во «Время», 1934.

## Публикации
- Д. О. Святский. Очерки истории астрономии в Древней Руси
- Статьи и заметки Д. О. Святского по истории астрономии из журнала «Мироведение» (1912—1930):
  - Звездное небо архангелогородских мореплавателей XVII века
  - Астрономические явления в украинских летописях
  - Календарь наших предков
  - Астрономия у Данте Алигиери в его «Божественной Комедии»
  - Проверка гипотезы Danjon’а на лунных затмениях русских летописей
  - Звезда Петра I
  - Ценность летописных записей
  - Комета Галлея в 1066 г. на Кавказе
  - Комета 1811 г. в России
  - Ценность летописных записей // Мироведение. 1927. Т. 16. № 4. С. 239—242.
  - Астрономическая книга «Шестокрыл» на Руси XV века // Мироведение. 1927. Т. 16. № 2. С. 72. Примеч. 3.
  - Сходные черты в метеорных явлениях 1908 г. на Тунгуске и XIII в. близ Великого Устюга
  - Астрономия в русской живописи
  - Северное сияние во время осады Пскова Баторием в 1581 г.
  - Полное затмение Луны во время восстания Стеньки Разина в 1671 г.
  - Комета 1680 г. в России
  - Наблюдения неизвестного любителя мироведения в слободе Пучеж на Волге в 1774—1782 гг.
  - Астролог Николай Любчанин и альманахи на Руси XVI в. // Известия Научного института им. П. Ф. Лесгафта. 1929. Т. 15, вып. 1-2. С. 47.
  - К вопросу о климатах прошлого Земли
  - Метеоры 1747 года
  - Болид 20 (31) июля 1704 года
- Святский Д. О., Кладо Т. Н. Снежинки — чудо природы (фрагмент из книги «Занимательная метеорология») // «Наука и жизнь», № 2, 2006.